# 다코타 위저즈
다코타 위저즈(영어: Dakota Wizards)는 미국 노스다코타주 비즈마크를 연고지로 하는 2006년부터 2012년까지 NBA G 리그 동부 디비전 소속 프로 농구 팀이면, 2006년 CBA에서 넘어온 3팀 가운데 한 팀 (수폴스 스카이포스, 아이다호 스탬피드, 다코타 위저즈)이다.
2012년 연고지를 캘리포니아주 샌타크루즈 (샌타크루즈 워리어스)로 이전했다.

## 역대 NBA 제휴팀
| NBA 팀                | 제휴기간      |
| --------------------- | ------------- |
| 다코타 위저즈         |               |
| 시카고 불스           | 2006년~2007년 |
| 워싱턴 위저즈         | 2006년~2011년 |
| 멤피스 그리즐리스     | 2007년~2011년 |
| 골든스테이트 워리어스 | 2011년~2012년 |

## 영구 결번
| 번호          | 이름            | 비고 |
| ------------- | --------------- | ---- |
| 다코타 위저즈 |                 |      |
| 32            | 케빈 라이스     | 빈칸 |
| 35            | 케빈 베어드     | 빈칸 |
| 41            | 윌리 무르도터스 | 빈칸 |

## 역대 홈경기장
| 경기장             | 사용기간      | 장소                  | 수용인원 | 비고 |
| ------------------ | ------------- | --------------------- | -------- | ---- |
| 다코타 위저즈      |               |                       |          |      |
| 비즈마크 시빅 센터 | 1995년~2012년 | 노스다코타주 비즈마크 | 10,100명 | 빈칸 |

## 참조
1. ↑  시즌의 뒷 해로 표기. 2006-2007 시즌의 경우 2007로 표기.